# Токородзава

35°47′58″ пн. ш. 139°28′8″ сх. д. / 35.79944° пн. ш. 139.46889° сх. д.
Токородза́ва (яп. 所沢市, ところざわし, МФА: [tokoɾod͡zawa ɕi̥]) — місто в Японії, в префектурі Сайтама.

## Короткі відомості
Розташоване в південній частині префектури, в районі узвишшя Саяма плато Мусасі. Виникло на базі декількох поселень раннього нового часу, які 1881 року були об'єднанні в одне містечко. Осоновою економіки є комерція і туризм. Найбільше підприємство — Seibu, що працює в галузях залізничного та готельного бізнесу. В місті розташовані озеро Саяма, парк Сейбу, бейсбольний стадіон Сейбу, тематичний парк ЮНЕСКО. Станом на 1 жовтня 2008 площа міста становила 71,99 км². Станом на 1 січня 2009 населення міста становило 339 223 осіб.

На честь міста названо астероїд 7038 Токородзава.